# Monument aux morts des Hautes-Pyrénées (Tarbes)
Le monument aux morts des Hautes-Pyrénées (Hautes-Pyrénées, France) est consacré aux soldats des Hautes-Pyrénées morts lors des conflits du XIXe siècle et du XXe siècle.

## Situation
Le monument aux morts des Hautes-Pyrénées est situé à Tarbes dans le quartier du centre-ville (canton de Tarbes 2) sur les allées du général-Leclerc, après avoir été  initialement situé sur la place de Verdun en face du mémorial des martyrs de la déportation.

## Historique
C'est le Maréchal Foch qui inaugura la pose du monument sur la place de Verdun  le 28 septembre 1919. Ce jour-là, on rebaptisa la place Maubourguet en place de Verdun.
En 1967, on déplaça le monument à sa place actuelle (le Mémorial des Martyrs de la Déportation se trouvant juste en face depuis 1964).

## Description
La sculpture est l'œuvre de Firmin Michelet, né en 1875 et décédé à Tarbes en 1951.
Les figures du groupe du haut représentent la guerre de 1870-71, commandé en 1911 et réalisé en 1913, est intitulé « La Défense ». La Patrie arme d'une épée un haut-pyrénéen pour une revanche de 1870.
Les figures du groupe du bas représentent la 1914-1918, est intitulé « la mère patrie ».  
La France, retrouvant ses deux filles, l'Alsace et la Lorraine (la Lorraine est à gauche, l'Alsace à droite).
Il n’y a pas de  noms des morts.
L’inscription principale est : AUX ENFANTS DES HAUTES-PYRÉNÉES MORTS POUR LA PATRIE.

## Galerie d'images

Sélection de vues du monument.
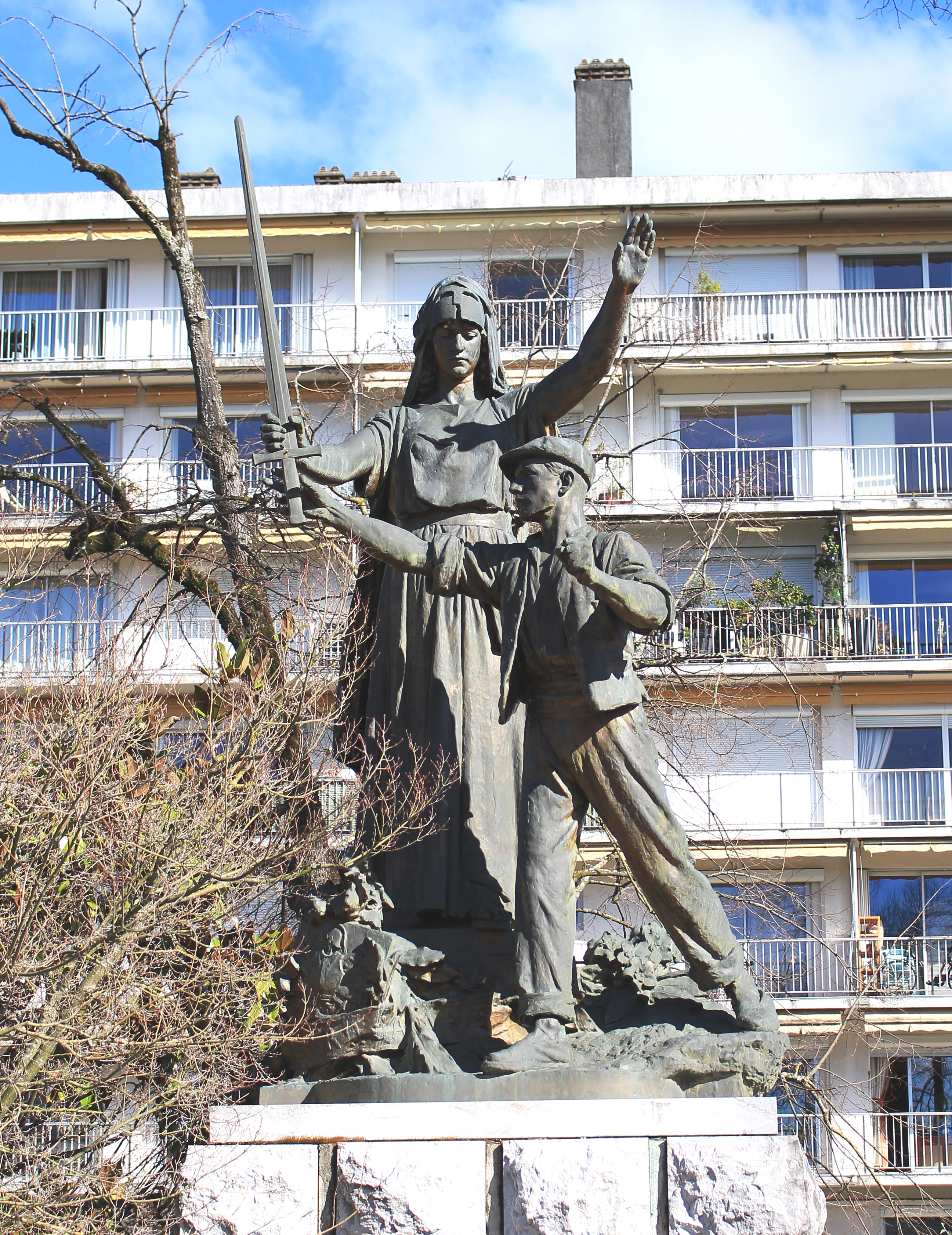
La sculpture haute.
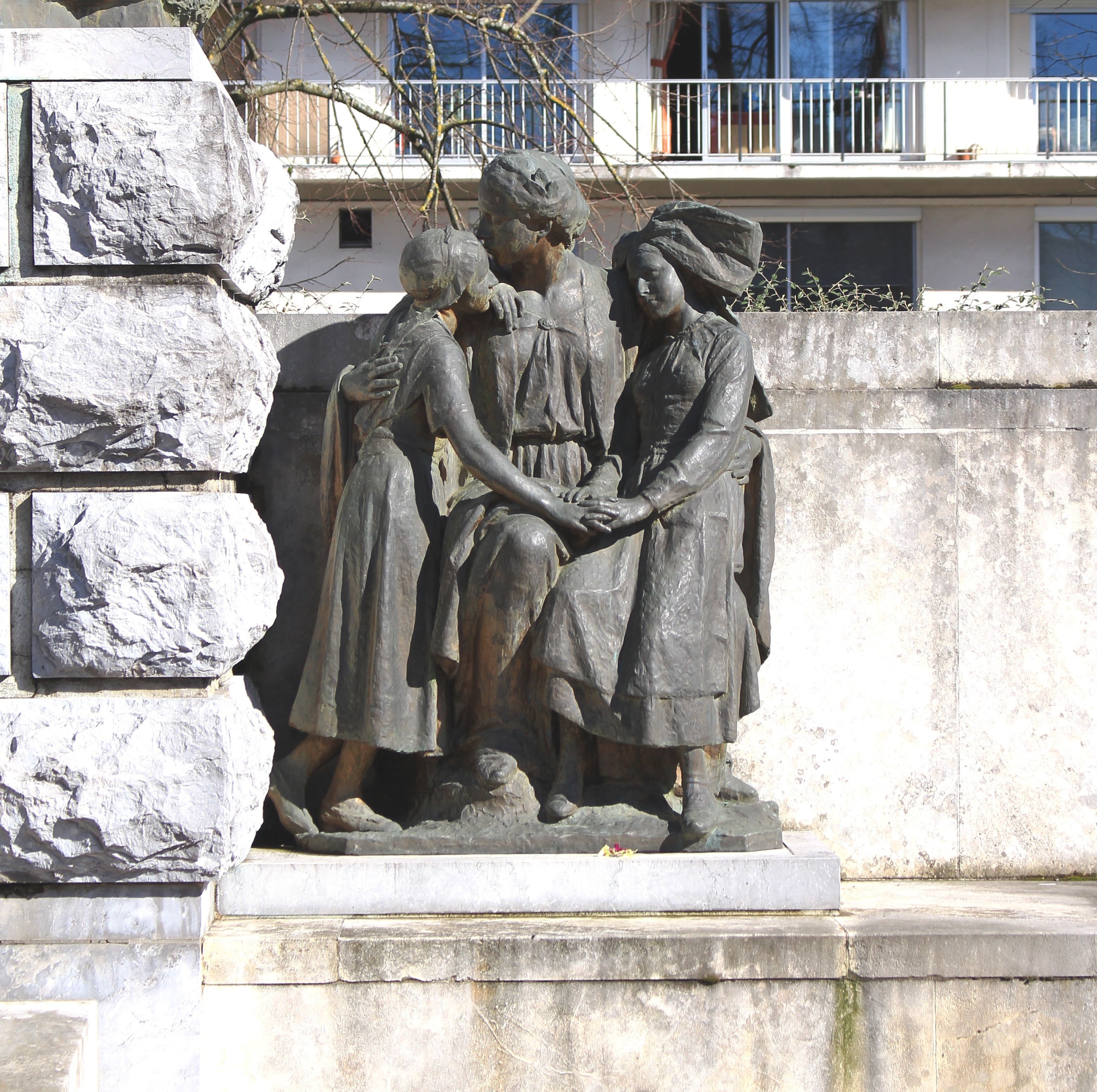
La sculpture basse.
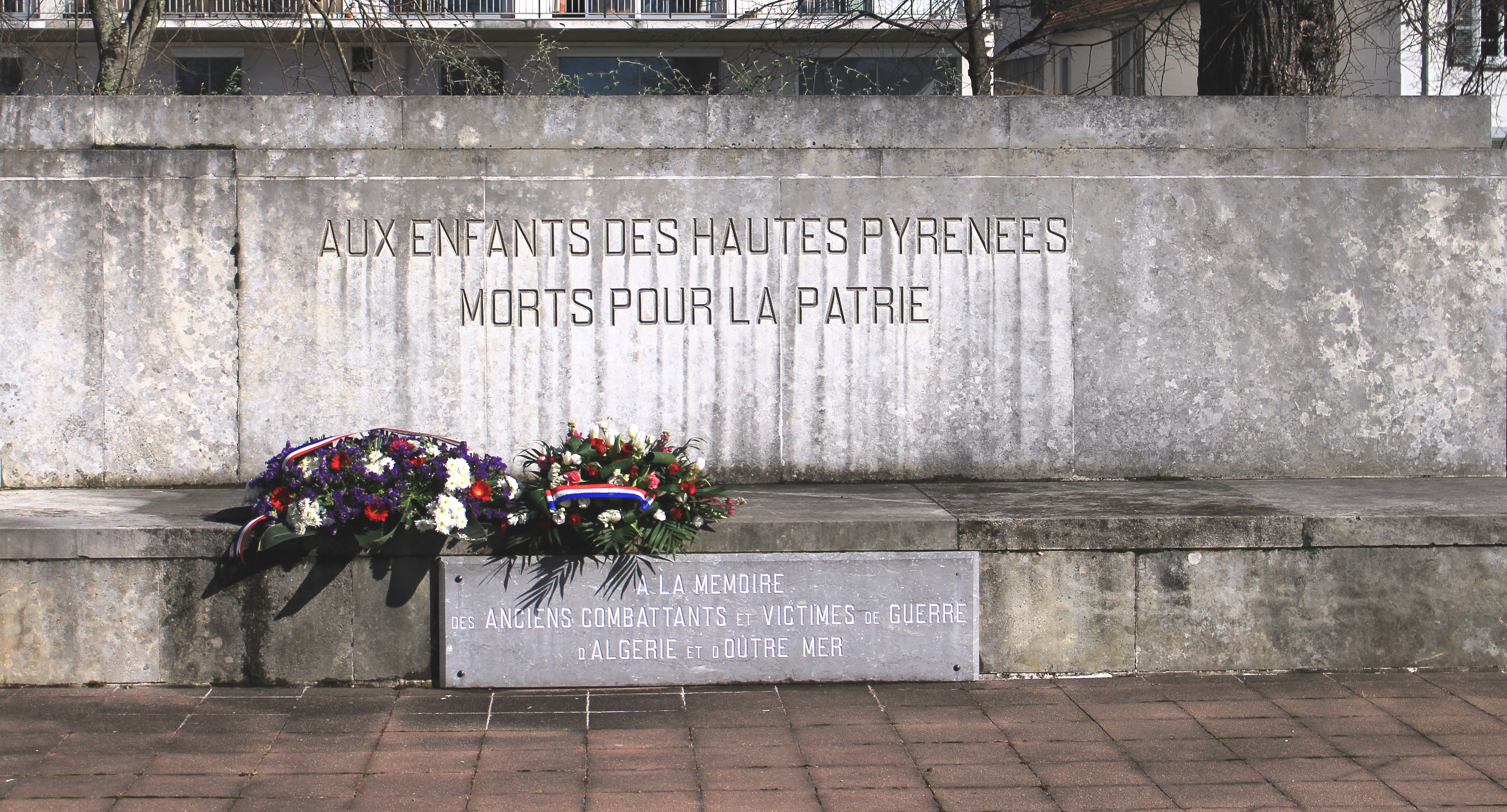
Les inscriptions.